# Аппер-Тайрон Тауншип (округ Фаєтт, Пенсільванія)
Аппер-Тайрон Тауншип (англ. Upper Tyrone Township) — селище (англ. township) в США, в окрузі Файєтт штату Пенсільванія. Населення — 1773 особи (2020).

## Демографія
Згідно з переписом 2010 року, у селищі мешкало 2059 осіб у 811 домогосподарстві у складі 590 родин. Було 865 помешкань
Расовий склад населення:
| - 98,2 % — білих - 0,8 % — чорних або афроамериканців - 0,1 % — корінних американців |

До двох чи більше рас належало 0,7 %. Частка іспаномовних становила 0,2 % від усіх жителів.
За віковим діапазоном населення розподілялося таким чином: 20,9 % — особи молодші 18 років, 63,1 % — особи у віці 18—64 років, 16,0 % — особи у віці 65 років та старші. Медіана віку мешканця становила 42,5 року. На 100 осіб жіночої статі у селищі припадало 103,3 чоловіків;  на 100 жінок у віці від 18 років та старших — 101,0 чоловіків також старших 18 років.
Середній дохід на одне домашнє господарство  становив 54 812 долари США (медіана — 49 286), а середній дохід на одну сім'ю — 59 021 долар (медіана — 51 008). Медіана доходів становила 36 923 долари для чоловіків та 30 690 доларів для жінок. За межею бідності перебувало 14,6 % осіб, у тому числі 12,9 % дітей у віці до 18 років та 21,5 % осіб у віці 65 років та старших.
Цивільне працевлаштоване населення становило 959 осіб. Основні галузі зайнятості: роздрібна торгівля — 20,3 %, освіта, охорона здоров'я та соціальна допомога — 18,8 %, виробництво — 13,7 %, будівництво — 12,8 %.